# Кулен (плато)
Кулен (кхмер. ភ្នំគូលេន, «гори лічі») — плато в провінції Сіємреап у північній Камбоджі. На території плато розташований національний парк Пном Кулен.

## Географія
Плато Кулен є ізольованою мережею невеликих гористих плато середньої висоти на південь від гір Дангредо. Плато простягається на 40 км у напрямку з північного заходу на південний схід і розташовано за 48 км на північ від Сіємреапа. Найвища точка — 487 м, а середня висота плато становить близько 400 м.
Геологічно плато Кулен сформоване з пісковику. За Ангкорських часів південно-східна частина плато використовувалась як каменоломні.

## Релігійне й історичне значення
Кулен є священною горою в Камбоджі. Вона має особливе релігійне значення для індуїстів і буддистів, які приїздять на гору як паломники.
Також гори мають символічне значення для камбоджійців як місце народження стародавньої Кхмерської імперії, — там 802 року правитель Джаяварман II проголосив себе чакравартіном, «королем-богом».
Місцина також відома різьбленими зображеннями символів родючості (лінг і йоні) на дні струмка. Вода струмка вважалась священною, враховуючи те, що сам Джаяварман II купався там, а потім відвів води струмка, щоб різьбярі створили зображення на його кам'яному дні. Різьблення включає зображення Вішну, який лежить на змії Ананта-шеша, і його дружина Лакшмі біля його ніг. На квітці лотоса, що виходить з його пупка, розміщено зображення Брахми. Струмок закінчується водоспадом і ставком.
У лісах плато Кулен розташовано рештки 56 храмів однієї зі столиць Джаявармана II — Махендрапарвати.
На скелі розташований буддистський монастир XVI століття Преахангтхом, в якому розташована 8-метрова статуя Будди, який лежить, висічена з моноліту. Поряд з монастирем розташована велика лінга Шиви та йоні його дружини Парваті.